# Mirošov (nádraží)
Mirošov je železniční stanice v jihozápadní části města Mirošov v okrese Rokycany v Plzeňském kraji nedaleko Skořického potoka. Leží na neelektrizované jednokolejné trati z Rokycan do Nezvěstic. Ve městě je dále železniční zastávka Mirošov město, která se nachází přímo v obvodu stanice Mirošov.

## Historie
Dne 27. května 1869 otevřela důlní společnost Mirošovské kamenouhelné těžařstvo nákladní železniční vlečku z Rokycan do Mirošova, osobní doprava zde byla zavedena roku 1883. Oba typy dopravy zajišťovala společnost Česká západní dráha (BWB) provozující od roku 1862 rokycanské nádraží na trati spojující Bavorsko, Plzeň a nádraží na Smíchově (Praha-Západní nádraží).
K prodloužení dráhy do Nezvěstic společností České obchodní dráhy (BCB) a její napojení na železnici Dráhy císaře Františka Josefa (KFJB) spojující Vídeň, České Budějovice a Plzeň došlo 1. srpna 1882, osobní vlaky začaly trať obsluhovat až roku 1889. BCB v Mirošově zřídila vlastní koncové nádraží Mirošov město. Po zestátnění BCB v roce 1908 pak obsluhovala stanici jedna společnost, Císařsko-královské státní dráhy (kkStB), po roce 1918 pak správu přebraly Československé státní dráhy

## Popis
Nachází se zde dvě jednostranná nástupiště, k příchodu na poloostrovní nástupiště č. 2 slouží přechod přes kolej.